# Cophosaurus texanus
Cophosaurus texanus är en ödleart som beskrevs av  Franz Hermann Troschel 1852. Cophosaurus texanus är ensam i släktet Cophosaurus som ingår i familjen Phrynosomatidae. Släktnamnet är sammansatt av de grekiska orden copho (döv) och sauros (ödla). Artepitet syftar på att ödlan bland annat lever i Texas.

## Utseende
Denna ödla blir med svans 19,5 till 48 cm lång och honor är lite mindre än hannar. Kroppsfärgen på ovansidan är ofta anpassad till utbredningsområdet. Grundfärgen är oftast grå till brun och det kan finnas skuggor i röd eller i andra färger. Hannar har två svarta strimmor i ett område framför bakfötterna medan honor och ungdjur har en mörk strimma på låren som ligger i en region med ljusare fjäll. De flesta individer har på svansens ovansida och på ryggens mittlinje svarta fläckar. Hela kroppen och svansen är avplattad. Artens främre extremiteter är lite kortare än de bakre och fingrar samt tår är långa. Ödlan har inga yttre öron och inte heller öronöppningar.

## Utbredning och habitat
Cophosaurus texanus förekommer i södra USA och i norra Mexiko. Den lever i låglandet och i bergstrakter upp till 2100 meter över havet. Ödlan vistas i öknar och i bergstrakter med glest fördelad växtlighet som buskar, kaktusar eller växter av Jerusalemtörnesläktet.

## Ekologi
Arten är aktiv på dagen och den är inte känslig för höga temperaturer. Istället vilar den vid regn. Ödlan kan nå höga hastigheter och den gömmer sig under stenar eller klippor vid fara. Födan utgörs av olika insekter som skalbaggar och gräshoppor. Mellan mars och augusti lägger honan sina ägg i ett underjordiskt gömställe. Äggen kläcks efter cirka 50 dagar. Cophosaurus texanus lever sällan längre än två år.

## Status
I några delar av utbredningsområdet blev ödlan sällsynt på grund av nyetablerad jordbruksmark eller annan mänsklig verksamhet. Cophosaurus texanus hittas i olika nationalparker och i andra skyddsområden. IUCN kategoriserar arten globalt som livskraftig.

## Underarter
Arten delas in i följande underarter:
- C. t. scitulus
- C. t. texanus